# Tracció (ortopèdia)
La tracció és un conjunt de mecanismes per redreçar els ossos trencats o alleujar la pressió sobre la columna vertebral i el sistema esquelètic. Hi ha dos tipus de tracció: la tracció de la pell i la tracció esquelètica. S'utilitzen en ortopèdia i traumatologia (i també en rehabilitació per les traccions de la columna).